# 墨脱花椒
墨脱花椒（学名：Zanthoxylum motuoense）为芸香科花椒属下的一个种。

## 扩展阅读
- 維基物種上的相關：墨脱花椒